# Onogoro-jima
Onogoro-jima (jap. 淤能碁呂島, 磤馭慮島, オノコロ島, オノゴロ島 Onogoro-shima, Onokoro-shima; pol. „samookrzepła”, „wyspa, która sama się ukształtowała”) – w mitologii japońskiej pierwsza wyspa, która dała początek światu. 

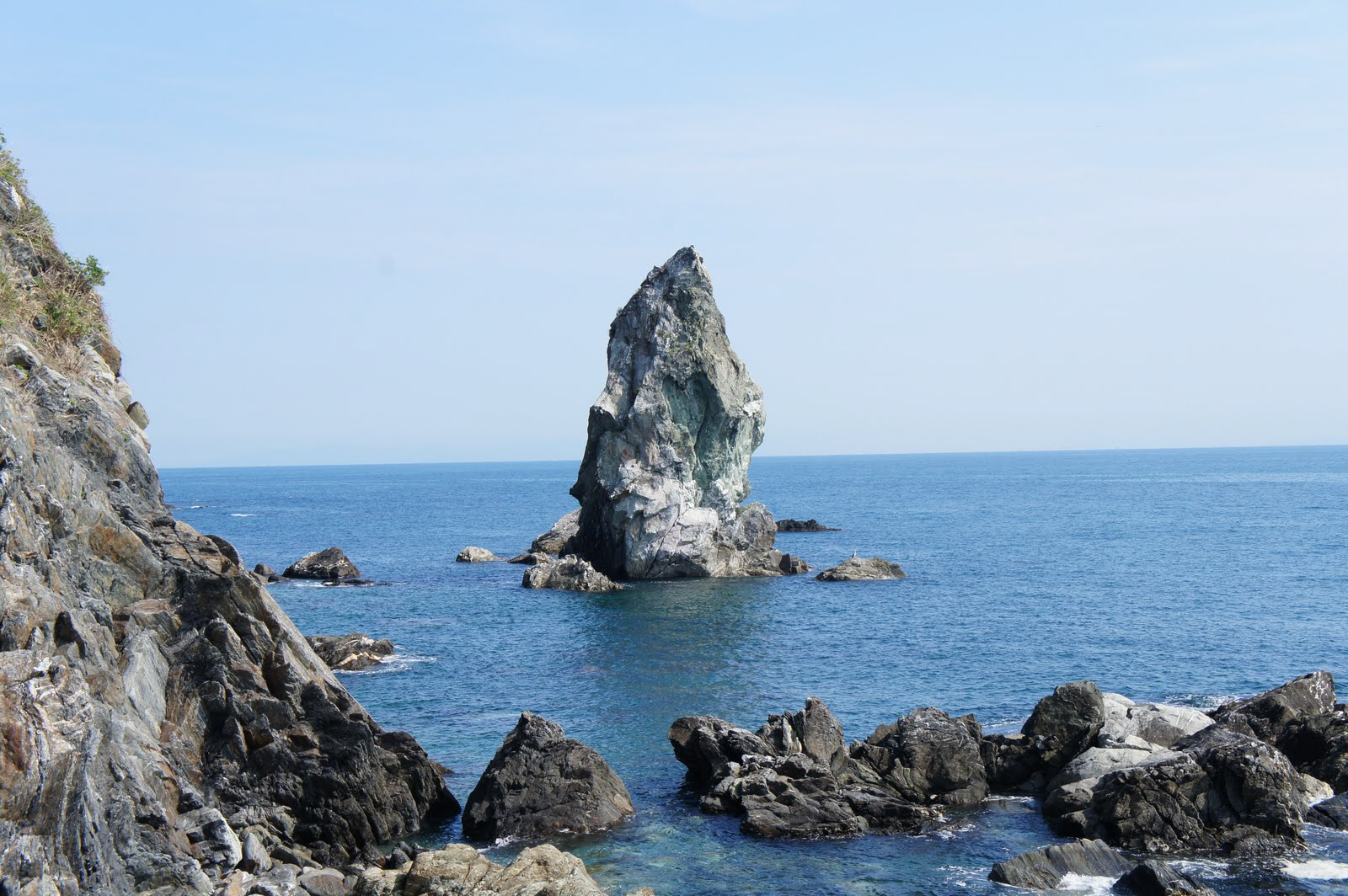
Kamitate-gami-iwa, charakterystyczna skała na wybrzeżu wyspy Nu-shima, pretendującej do miana mitycznej wyspy Onogoro-jima

Według japońskiego mitu o stworzeniu świata – Kuniumi, wyspa została stworzona przez bogów Izanami i Izanagi, którym starsi bogowie Kotoamatsukami dali możliwość ukształtowania Ziemi. Izanami i Izanagi otrzymali naginatę (rodzaj włóczni z szerokim ostrzem) nazywaną Ama-no-nuboko (lub Ame-no-nuboko; pol. „bezcenna niebiańska włócznia”), wysadzaną szlachetnymi kamieniami. Boska para udała się do mostu pomiędzy niebem a ziemią nazywanego Ame-no-ukihashi (jap. 天浮橋 pol. „most unoszący się na niebie”) i zaczęła mieszać wody morza za pomocą włóczni. Kiedy krople słonej wody spadły z końcówki włóczni, utworzyli oni pierwszą wyspę – Onogoro (Onogoro-shima).
Historia ta została przedstawiona w kronice Kojiki z 712 roku. W komentarzu do Kojiki autorstwa Norinaga Motoori (1730–1801) z 1822 roku, pada stwierdzenie, że Onogoro to jedna z wysepek u wybrzeży wyspy Awaji. Do miana mitycznej Onogoro pretenduje kilka wysp, m.in. wysepki E-shima i Nu-shima. Położenie wyspy na Morzu Wewnętrznym nie jest znane.  